# Heyerode
Heyerode è una frazione del comune tedesco di Südeichsfeld, in Turingia.

## Storia
Heyerode costituì un comune autonomo fino al 1º dicembre 2011.